# Józef Planetorz
Józef Planetorz (ur. 1882 w Cisku, zm. 1956) – powstaniec śląski, działacz oświatowy i plebiscytowy na Górnym Śląsku.

## Życiorys
Był synem Wincentego Planetorza i Joanny Wieczorek, a także ojcem działacza polskiego harcerstwa Władysława Planetorza. Z zawodu murarz.

### Działalność
W 1910 roku był inicjatorem utworzenia Towarzystwa Śpiewaczego w Cisku.
Józef Planetorz brał udział w powstaniach śląskich. W czasie plebiscytu na Górnym Śląsku był działaczem Polskiego Komitetu Plebiscytowego na powiat kozielski oraz jednym z inicjatorów zbierania podpisów na rzecz otwarcia tzw. polskiej szkoły mniejszościowej w Cisku. Szkołę otwarto po wielu zabiegach i staraniach 1 maja 1925. Był mężem zaufania oraz sekretarzem na powiat kozielski Związku Polaków w Niemczech.
Po wybuchu II wojny światowej wraz z rodziną został wysiedlony z rodzinnego Ciska oraz wraz z młodszym synem Damianem (1914–45) aresztowany i umieszczony w obozie koncentracyjnym Buchenwald. Również jego najstarszy syn Władysław został w 1941 aresztowany przez Niemców i umieszczony w obozach koncentracyjnych Auschwitz-Birkenau i Mauthausen-Gusen. 6 stycznia 1942 Niemcy skonfiskowali cały majątek Planetorzów, a resztę rodziny wysiedlili do Generalnego Gubernatorstwa. Obaj synowie Planetorza zginęli podczas wojny.
Józef Planetorz powrócił do Ciska po zakończeniu II wojny światowej gdzie był radnym Gminnej Rady Narodowej w Cisku. Po wojnie odznaczony został Złotym Krzyżem Zasługi.